# Кийосаки, Роберт
Ро́берт То́ру Кийоса́ки (англ. Robert Toru Kiyosaki, род. 8 апреля 1947 года, г. Хило, штат Гавайи, США) — американский предприниматель, инвестор, писатель. Автор ряда  книг по инвестированию, включая бестселлер «Богатый папа, бедный папа». Финансовый обозреватель на Yahoo Finance. Основатель Rich Dad Company — частной образовательной компании, предлагающей обучение в области личных финансов и бизнес-образование. Обучение ведётся с помощью книг, вебинаров, видеоблога, аудиоподкастов, настольных и онлайн игр, семинаров, личного блога, коучинга и воркшопов. Он также является создателем игры «Cashflow» («Денежный поток») и онлайн-игр для обучения взрослых и детей финансовым и бизнес‑понятиям.

## Биография
Роберт Тору Кийосаки происходит из семьи педагога. Его отец, Ральф Х. Кийосаки (1919—1991), после окончания средней школы получил степень бакалавра в Университете штата Гавайи, затем одновременно с работой окончил курсы повышения квалификации в Стэнфордском, Чикагском и Северо-Западном университетах, и спустя некоторое время стал главой образования в штате Гавайи (США); в 1972 году участвовал в выборах на должность вице-губернатора штата Гавайи от республиканской партии, но проиграл и был вынужден уволиться без возможности продолжения работы по профессии. Спустя некоторое время, решив попробовать себя в бизнесе, он купил франшизу ресторанов мороженого Свенсена, но вскоре ресторан стал убыточным и обанкротился. Мать — Марджори О. Кийосаки (1921—1971), медсестра.
Кийосаки — представитель четвёртого поколения японцев, переселившихся в Америку. После окончания средней школы в Хило в 1965 году поступил в академию торгового флота USMMA в Нью-Йорке. Учился плохо, но тем не менее, по окончании академии в 1969 году был принят на работу в компанию Standard Oil of California для службы на нефтяном танкере. Спустя три месяца он уволился, решив отправиться на войну во Вьетнаме. Вступил в корпус морской пехоты и окончил лётную школу, после чего был отправлен на базу морской пехоты Кэмп-Пендлтон (Калифорния), где прошёл переподготовку как пилот боевого вертолёта. За службу во Вьетнаме был награждён Воздушной медалью.
После возвращения из Вьетнама в 1973 году Кийосаки поступил на двухлетнюю программу МВА в Гавайском университете в Хило, но проучился недолго, поскольку, по его словам, его интересовали не теоретические, а практические аспекты бизнеса — пути заработка денег. Кийосаки выбыл из программы MBA и, окончив трёхдневные курсы по инвестициям в недвижимость, начал инвестировать, купив крошечную квартиру в кондоминиуме на острове Мауи.
В июне 1974 года, уволившись из Корпуса морской пехоты, устроился торговым агентом в корпорацию Xerox, а в 1977 году начал свой бизнес и запустил первую компанию, торговавшую небольшими изделиями из кожи и нейлона, в том числе водонепроницаемыми «бумажниками сёрфингиста».
В начале 1980-х Кийосаки, по его словам, потерял свой первый крупный бизнес. Своё состояние в этот период он описывал так: «Я потерял всё и стал считать себя неудачником».
В 1995 году Кийосаки оставил деловой мир и в партнёрстве с Шэрон Л. Лектер, которая помогала ему при написании книг, основал международную образовательную компанию Rich Dad`s Organization, обучавшую студентов бизнесу и инвестированию.
В возрасте 47 лет Кийосаки написал бестселлер «Богатый папа, бедный папа». Далее последовали «Квадрант денежного потока» и «Руководство Богатого Папы по инвестированию» — все 3 книги входили в рейтинг 10 лучших бестселлеров таких изданий, как «Уолл-стрит джорнал», BusinessWeek и «Нью-Йорк таймс». В своих ранних книгах Кийосаки предлагает финансовые методы прекращения «крысиных бегов». В своих последних книгах он уделяет больше внимания этическим вопросам бизнеса.

## Книги
Кийосаки является автором более 26 книг, в том числе международного бестселлера «Богатый папа, бедный папа», написанного в соавторстве с Шэрон Л. Лектер. Книги были переведены на 51 язык и продаются в 109 странах мира с общим объёмом продаж более 27 миллионов экземпляров.
Три его книги, «Богатый папа, бедный папа», «Квадрант денежного потока» и «Руководство богатого папы по инвестированию», занимали верхнюю строчку в TOP-10 бестселлеров одновременно на Publishers Weekly, Business Week, Wall Street Journal, USA Today и New York Times на протяжении шести лет. В 2005 году Кийосаки был введён в Зал славы Amazon.com как один из 25 авторов самых продаваемых книг.

### Список книг, игр и видеосеминаров Кийосаки
- «Богатый папа, бедный папа» (1997)
- Квадрант денежного потока (2000)
- Руководство богатого папы по инвестированию (2000)
- Богатый ребёнок, умный ребёнок (2001)
- Отойти от дел молодым и богатым (2002)
- Пророчество богатого папы (2002)
- Бизнес-школа для тех, кому нравится помогать другим (2003)
- Кто взял мои деньги? (2004)
- Богатый папа, бедный папа для подростков (2004)
- Если хочешь быть богатым и счастливым, не ходи в школу
- Как стать богатым, не отказываясь от кредитов?
- Прежде, чем начать свой бизнес
- Поднимите свой финансовый IQ
- Почему мы хотим, чтобы Вы были богаты
- Заговор богатых. 8 новых правил обращения с деньгами
- Несправедливое преимущество
- Бизнес XXI века
- Богатый брат, богатая сестра
- Дар Мидаса
- Инвестиции в недвижимость
- Прощайте, крысиные бега!
- Истории успеха учеников богатого папы
- Сохраните ваш Актив № 1
- Богатый инвестор — Быстрый инвестор
- Почему отличники работают на троечников, а хорошисты на государство
- Второй шанс
- Fake (2019)
- Игра «Денежный поток 101» — Cashflow 101
- Игра «Денежный поток 202» — Cashflow 202
- Игра «Денежный поток» для детей — Cashflow for Kids
- Видеосеминар «Стать богатым за 60 минут» (Getting Rich In 60 Minutes)
- Видеосеминар «Ученик» (Apprentice Challenge)
- Видеосеминар «Совершенный Бизнес» (Perfect Business)
- Own your own corporation (только предисловие)

## Критика
В мае 2006 года, в телепередаче, Кийосаки выступил в качестве наставника-консультанта трёх человек, каждый из которых сделал вложение капитала в размере 1000 долларов, и все трое потеряли столько же денег, сколько и до эксперимента Кийосаки. Это привело к сомнению в инвестиционных методиках последнего. В 2007 году Управление государственной собственности штата Огайо выпустило чрезвычайное заявление, в котором предупреждало людей о некоторых незаконных методах, которые Кийосаки продвигал в своих книгах и семинарах. В 2010 году Канадская телерадиовещательная корпорация разоблачила мошенничество со стороны компании Кийосаки в Канаде, действовавшей под видом семинаров, обнаружив, что заявления организаторов семинара «Богатый папа» о его успешности не соответствуют действительности, поскольку было обнаружено, что те земельные участки, которые преподавателями семинаров объявлялись «успешными», в действительности оказались бесплодными землями, которые никто не использовал.
В 2012 году одна из компаний Кийосаки Rich Global LLC проиграла многолетнее судебное разбирательство о взыскании долга. Компания Кийосаки не платила маркетинговой компании The Learning Annex и её основателю и председателю совета директоров Биллу Занкеру, данная компания, собственно, и занималась продвижением книги «Богатый папа, бедный папа», а также проведением совместных мероприятий, в том числе появлением Кийосаки в 2002 году на Мэдисон Сквер Гарден в Нью-Йорке. Долг составил около 23,7 (23,687,957,21) миллиона долларов США. Представитель Кийосаки сказал, что данная выплата превышает стоимость Rich Global LLC, и что у Кийосаки нет намерения привлекать его личные активы для выплаты. Не став платить, в августе 2012 компания Кийосаки Rich Global LLC заявила о банкротстве в штате Вайоминг.

## Активы
Стоимость чистых активов Кийосаки оценивается в 100 млн долл.